# Liste de personnalités liées à Nogent-sur-Marne
Cette liste est relative aux personnalités liées à la commune de Nogent-sur-Marne.

## Personnages historiques
- Agnès Sorel, favorite de Charles VII, née au début du XVe siècle
- Coignard, imprimeur du roi Louis XIV
- Marquise de Lambert, femme de lettres née en 1647·
- Abbé de Pomponne, né en 1669 créateur du jeu de l'arc en 1732, ecclésiastique et diplomate français.
- D'Alembert, dit Jean le Rond D’Alembert, né en 1717 mathématicien, philosophe et encyclopédiste français de l'Académie française.
- Fabre de l'Aude, président du Sénat, né le 8 décembre 1755, révolutionnaire français.
- Nicolas Frochot, né le 20 mars 1761, préfet de la Seine, Conseiller d'État.
- Alexandre Langlois, né le 4 août 1788, indianiste et traducteur français.
- Maréchal Vaillant, né le 6 octobre 1790 fait don de sa propriété à la commune en 1872, sénateur en 1852.

## Hommes politiques
- François de Neufchâteau, né le 17 avril 1750 ancien ministre, écrivain, homme politique et agronome français.
- Roland Nungesser, né le 9 octobre 1925, ministre de la jeunesse et des sports et maire de Nogent-sur-Marne.
- Émile Brisson, né le 10 octobre 1852 maire de Nogent-sur-Marne de 1907 à 1919, puis conseiller général du département de la Seine dont il sera le président de 1924 à 1925.
- Pierre Champion, né le 27 février 1880, membre de l'Académie des sciences morales et politiques, maire de Nogent-sur-Marne de 1919 à 1929.

## Artistes

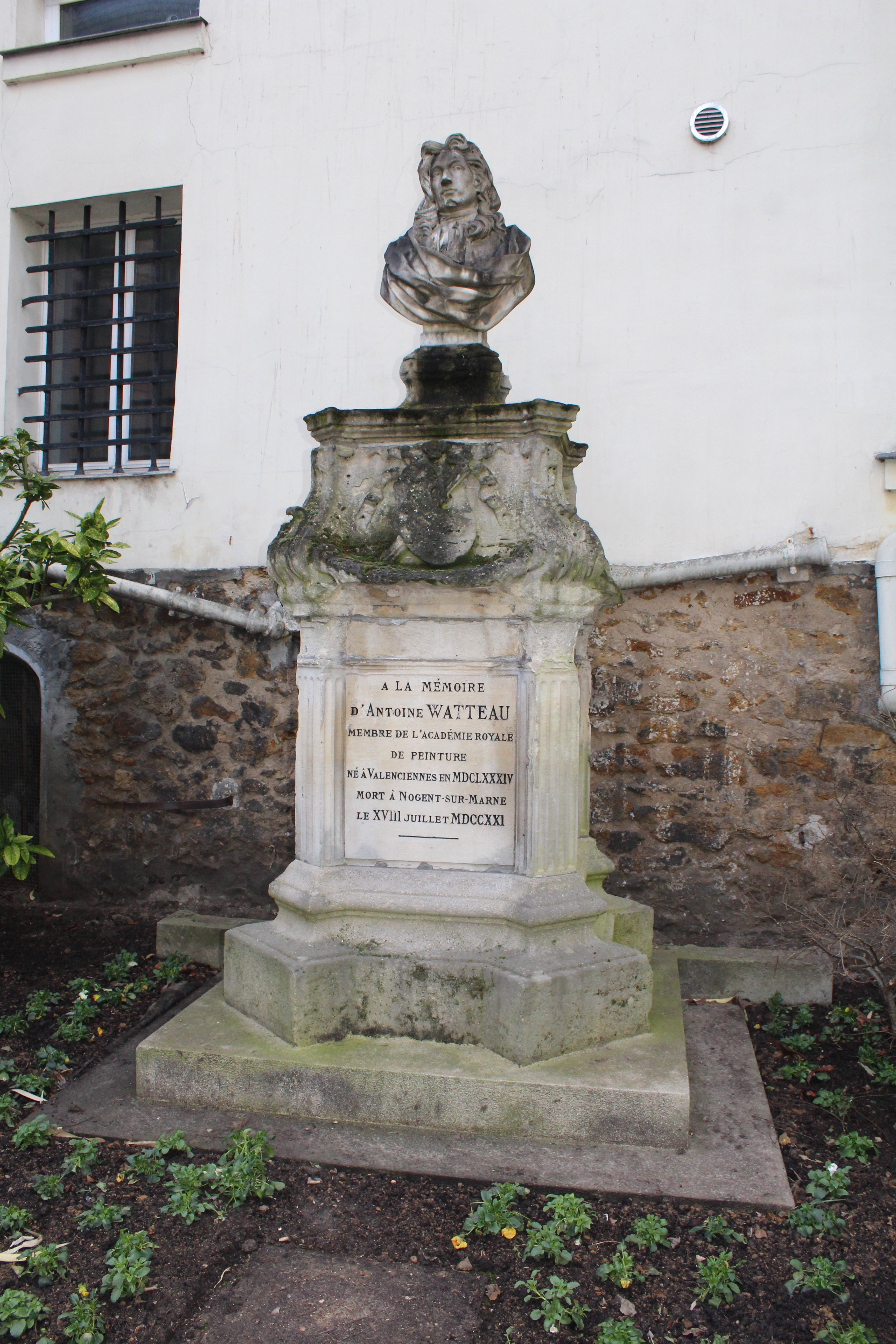
Le monument à Antoine Watteau, près de l'Église Saint-Saturnin.

- Antoine Watteau, peintre français né à Nogent-sur-Marne (10 octobre 1684-18 juillet 1721)[Note 1],[1].
- Maxime Lalanne, connu pour ses œuvres en eau-forte et au fusain (27 novembre 1827 - 29 juillet 1886)
- Jean-Louis Lefort (1875-1954), peintre et illustrateur, y vécut et y mourut.
- Raphaël Drouart (1884-1972), graveur et peintre, y mourut.
- Paul Colin, affichiste (27 juin 1892-18 juin 1985)
- Marcel Gimond, sculpteur, (27 avril 1894-13 octobre 1961)
- Irène Codréano (1896-1985), sculptrice roumaine, morte à Nogent-sur-Marne.
- Michel-Marie Poulain, artiste peintre né à Nogent-sur-Marne le 5 décembre 1906.
- René Sti, metteur en scène de théâtre et de cinéma, décédé à Nogent-sur-Marne le 29 octobre 1951
- Jean Sablon, chanteur français des années 1930 (25 mars 1906-24 février 1994)
- Jean Deyrolle (1911-1967), peintre, illustrateur et lithographe français, né à Nogent-sur-Marne.
- Zhang Chongren, parfois transcrit Tchang Tchong-jen, est un artiste et sculpteur chinois, connu pour avoir été l'ami d'Hergé et avoir inspiré le personnage de Tchang. Il passa les dernières années de sa vie à Nogent-sur-Marne, à la maison des artistes.(27 septembre 1907-1998)
- Charles Trenet, poète, auteur compositeur interprète. Il passa à Nogent-sur-Marne les dernières années de sa vie. (18 mai 1913-19 février 2001)
- Camille Fleury, vice-président de la Société nationale des beaux-arts (30 juin 1914-1984)
- André Bazin, critique français de cinéma, un des fondateurs des cahiers du cinéma. (18 avril 1918-11 novembre 1958)
- Maurice Boitel, peintre français de l'École de Paris (31 juillet 1919-11 août 2007).
- Jules Benoit-Lévy peintre français. Il passa à Nogent-sur-Marne les dernières années de sa vie (1866-1952).
- Daniel du Janerand, peintre français figuratif de l'École de Paris (1919-1990)
- Yvette Horner, accordéoniste (1922-2018).
- François Cavanna, écrivain, auteur et dessinateur humoristique français né le 22 février 1923.
- Louis Vuillermoz né le 31 décembre 1923, peintre et lithographe figuratif français de l'École de Paris.
- Clément Michu, acteur, Inspecteur Galland puis Inspecteur Guyomar de la série Commissaire Moulin sur TF1, né le 27 novembre 1936.
- Nicolas Genka, écrivain français, (3 décembre 1937-janvier 2009)
- Jean Giraud, dessinateur, connu aussi sous le pseudonyme Moebius, auteur français de bande dessinée (8 mai 1938-10 mars 2012).
- Jacques Hoden, photographe et pilote automobile, né à Nogent-sur-Marne en 1938.
- Christian Vander, compositeur, batteur, pianiste, chanteur né le 21 février 1948 fondateur du groupe Magma.
- Laurent Voulzy, chanteur qui a commencé à la MJC de Nogent-sur-Marne, né le 18 décembre 1948.
- Bernard Cavanna, compositeur français né en 1951, pianiste de formation.
- Emmanuel Berland, poète français, né le 9 août 1957
- Thierry Escaich, compositeur et organiste, né le 8 mai 1965.
- Mathieu Boogaerts, auteur-compositeur-interprète français, né le 30 novembre 1970.
- Greg Jacks, alias Gregory Abitbol, musicien batteur du groupe Superbus, né le 7 mars 1976.
- Fabrice Éboué, acteur, réalisateur, humoriste né le 7 juin 1977.
- Bérurier Noir, groupe français, créé en 1978 à Nogent-sur-Marne groupe phare de la scène punk et alternative française des années 1980.
- Jeff Panacloc, humoriste et ventriloque français, né le 8 septembre 1986.
- Pierre Perrier, acteur français, né le 9 août 1984.
- Arno Cost, compositeur de musique électronique, né en 1986.
- Axel Boute, acteur français, né le 3 octobre 1992.
- Pierre Pincemaille, musicien et organiste français, y a passé une partie de son enfance.
- André Helluin, artiste peintre français (1926-2015).
- Pierre-Marie Agin, dessinateur et décorateur français.
- Tony Murena, accordéoniste virtuose, y a passé une partie de son enfance.
- Pierre Papadiamandis, compositeur français d'origine grecque, né à Nogent (1937-2022).
- Marion Barbeau, danseuse, née à Nogent en 1991.

## Journalistes
- Arlette Chabot, journaliste, éducation à Nogent-sur-Marne chez les sœurs dominicaines, née le 21 juillet 1951.
- Michel Chevalet, journaliste scientifique de télévision, né le 30 août 1939 à Paris lycéen puis professeur de mathématiques au lycée Branly de Nogent-sur-Marne.
- Patrice Duhamel, journaliste, a été élève au lycée Édouard Branly de Nogent-sur-Marne.

## Sportifs
- Jules Rossi, coureur cycliste, vainqueur de Paris-Roubaix 1937 (3 novembre 1914-30 juin 1968)
- Michel Rousseau (dit Mickey), né le 8 juin 1949, nageur français.
- Philippe Louviot, né à Nogent-sur-Marne en 1964, coureur cycliste, champion de France cycliste professionnel en 1990, il a participé à 6 Tours de France.
- Franck Signorino, né à Nogent-sur-Marne en 1981, footballeur professionnel.
- Loïc Korval, né à Nogent-sur-Marne en 1988, judoka français, médaillé mondial en 2010.
- Coralie Demay (née en 1992), coureuse cycliste, championne de France de la course aux points 2013

## Autres
- Georges-Théodore Nachbaur, né le 29 novembre 1842, architecte qui a beaucoup œuvré à Nogent.
- Louis Massignon, un universitaire et islamologue français.(25 juillet 1883 - 31 octobre 1962)
- Lazare Ponticelli, né le 7 décembre 1897 dernier combattant français de la Première Guerre mondiale (mort à 110 ans en 2008), ramoneur à Nogent-sur-Marne.
- François Audouze, né le 23 avril 1943, industriel, collectionneur de vins rares et dégustateur de renommée mondiale.
- Maxime Vachier-Lagrave, né le 21 octobre 1990, grand maître international d'échecs.
- Georges-Henri Perron, né le 7 décembre 1881 à Rigny-sur-Saône : Commandeur de la Légion d'honneur (distinction remise le 27 octobre 1932 par le Général Gouraud, Gouverneur militaire de Paris, en la Cour d'honneur de l'Hôtel des Invalides[2]) 
  - distinctions militaires (Officier d'Infanterie coloniale, Grand invalide de Guerre, ancien de la Division marocaine...) : Croix de guerre des Théâtres d'opérations extérieurs, Médaille coloniale, Médaille commémorative du Maroc, Médaille commémorative de l'expédition de Chine (1901), Croix de guerre 1914-1918 (avec 5 citations à l’Ordre de l’Armée), Médaille commémorative de la guerre 1914-1918, Médaille militaire, Médaille interalliée de la Grande-guerre, Commandeur de l’Ordre du Ouissam alaouite, Commandeur de l’Ordre de l’Etoile d’Anjouan, Commandeur de l’Ordre royal du Cambodge, Commandeur de l’Ordre du Dragon d’Annam[3]...
  - services civils : Premier-adjoint au Maire de Nogent-sur-Marne (Pierre Champion), Vice-Président du Souvenir français...